# Lincoln Records
Lincoln Records war ein US-amerikanisches Plattenlabel der 1920er-Jahre. 

## Geschichte
Lincoln Records wurde 1923 als Sublabel der Cameo Records gegründet, um populäre Tanzmusik von unbekannten Bands günstig zu verkaufen. Somit wurde eine Marktlücke für Käufer ausgefüllt, die gute Musik günstig kaufen wollten, sich aber nicht um die Interpreten kümmerten. Das Material für das Label kam von Cameo und wurde unter Pseudonymen neu veröffentlicht, um nicht mit den teureren Cameo-Platten in Konkurrenz zu treten. Die Platten Lincolns hatten über dem Schriftzug des Labels eine Zeichnung des Präsidenten Abraham Lincoln.
1929 wurde Cameo Teil der American Record Corporation (ARC), die Lincoln Records ein Jahr lang übernahm, danach stellte sie die Produktion ein. In den 1940er-Jahren wurde das Label für einige Erscheinungen von Kindermusik neu aufgelegt, schnell aber wieder aus dem Verkauf genommen. In späteren Jahren gab es immer wieder Labels unter dem gleichen Namen, die jedoch in keinerlei Zusammenhang mit den Lincoln Records von 1923 bis 1930 standen.

## Künstler
- Frank Ferera
- Annette Hanshaw
- Carson Robison Trio
- Frankie Wallace
- Arthur Fields
- Al Bernard
- Sam Lanin
- Vernon Dalhart
- Jack Kaufman
- Ernest Stoneman